# MIME
MIME (Multipurpose Internet Mail Extensions) är en standard för e-post. Den används för att beteckna vilken typ av data ett e-brev eller en bilaga innehåller och vilket format det har. MIME började snart användas också i andra sammanhang, till exempel i WWW-platsernas nätverksprotokoll HTTP.
För ren text är den viktigaste informationen vilken teckenuppsättning och -kodning som används. Om dessa inte anges antas tecknen vara kodade enligt US-ASCII, varvid till exempel å, ä och ö inte kan användas.

## MIME-typernas struktur
MIME-typerna består av en huvudtyp, till exempel "text", "image" (bild), "application" (datorprograms egna format) och "multipart" (del som själv består av flera delar) och en undertyp som klarare anger formatet. Vanlig text utan programspecifik formatering betecknas text/plain, HTML-kod text/html (eftersom HTML kan vara begriplig som sådan, numera vore beteckningen application/html ofta befogad), jpeg-bilder image/jpeg, PDF-filer application/pdf och data av okänd typ application/octet-stream. En del MIME-typer kräver tilläggsparametrar, såsom teckenkodningen för ren Latin1-text.
MIME-kodningen möjliggör skickande av e-post bestående av flera delar, vilka var och en i sin tur kan bestå av flera delar. Om delarna är självständiga, såsom följebrev och bilaga, betecknas helheten multipart/mixed, medan ett meddelande med två alternativa former för mer eller mindre samma innehåll (till exempel en inbjudan som ren text för datorskärmen och pdf för anslagstavlan) betecknas multipart/alternative.

## MIME-kodning
E-postsystemen arbetar fortfarande delvis med 7 bit varför man ofta är tvungen att koda e-posten. MIME ger två alternativ: "Quoted printable" för europeisk text eller andra data som mestadels är 7-bitiga och "Base64" för rena binärdata. Utöver dessa kan data betecknas som "7bit", då data är 7-bitiga utan kodning, "8bit", då data är 8-bitiga och "binary", då också förbjudna tecken eller överlånga rader kan förekomma. E-post betecknad som 8bit eller binary bör kodas om då någon e-postserver så önskar.

## MIME-typer
MIME-typer kan registreras på olika sätt
- Hos Internet Engineering Task Force (IETF), som utvecklar standarder för Internet: här registreras typer som skall få täckande stöd i olika programvara. MIME-typen publiceras i RFC-dokumenten; RFC 2046 definierar några grundläggande typer.
- Programvarutillverkare eller motsvarande entiteter kan anhålla om ett eget prefix och därefter skapa MIME-typer av formen huvudtyp/vnd.prefix.subtyp, typer av formen huvudtyp/vnd.produkt kan också skapas
- Mediatyper av experimentell typ registreras med formen huvudtyp/prs.subtyp
- Icke-registrerade MIME-typer av formen huvudtyp/X-subtyp kan användas internt av grupper som så önskar. Det rekommenderas att man i stället registrerar en MIME-typ av formen huvudtyp/prs.subtyp. X-typer kan användas fram tills registrationen fullbordats
- Internet Assigned Numbers Authority (IANA) kan skapa andra hierarkier, i första hand att administreras av etablerade organisationer för speciella ändamål, till exempel för olika vetenskapsgrenars behov

En databas över alla registrerade MIME-typer underhålls av Internet Assigned Numbers Authority.